# Iglesia de Santa María (Guimerá)
La iglesia de Santa María es un edificio religioso iniciado en el siglo XIV por Guerau Alemany de Cervelló y su mujer en un momento que la población de Guimerá experimentaba un importante crecimiento.

## Arquitectura
La fachada tiene una portada con cuatro arquivoltas góticas con arcos apuntados, donde se pueden ver los escudos de las familias Alemán y Rocabertí. Encima hay un ventanal de tipo ojival. En la parte izquierda hay adosado un campanario de torre cuadrado que en la parte superior tiene el escudo de la familia Castro-Pinós.
La planta es en forma de cruz latina y termina en un ábside gótico pentagonal.
En un ala del transepto se puede observar una réplica de la obra más importante de Ramon de Mur, conocido como el Retablo de Guimerá que fue pintado entre 1402 y 1412 según las breves referencias por recogida de limosnas para pagar el retablo. Es un retablo grandioso, de los más grandes de la época, con unas medidas de 7,30 m de alto por 5,24 m de ancho. Actualmente el original se encuentra en el Museo Episcopal de Vich.

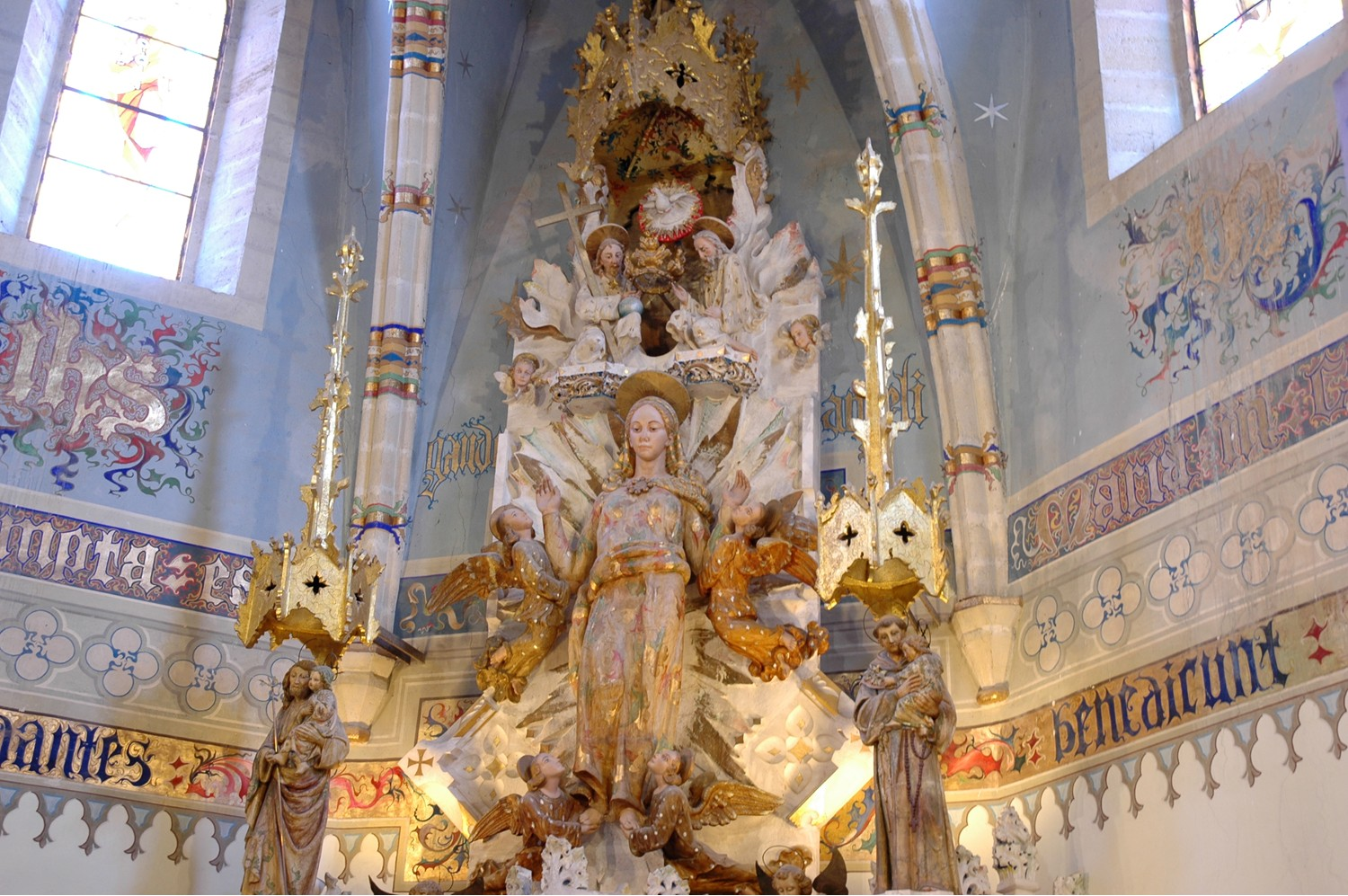
Retablo modernista de Josep Maria Jujol.

En el ábside hay un retablo modernista de Josep Maria Jujol. Jujol hizo el retablo por encargo del párroco Francisco Camino, ya que la iglesia había perdido sus obras durante la guerra civil española. Es un retablo de alabastro que se adapta perfectamente al marco gótico que la rodea. Entre 1942-1943 se hizo la mesa y el basamento del retablo hasta el pedestal de las imágenes. Entre 1944-1945 se hizo la imagen central (una Virgen de José Arana Esteban), los ángeles, la Santísima Trinidad y todas las ornamentaciones.